# Atrévete a soñar
Atrévete a soñar es una telenovela mexicana, producida por Luis de Llano Macedo para Televisa, bajo la licencia de Ideas del Sur, destinada al público juvenil e infantil. Es una adaptación de la exitosa telenovela argentina Patito Feo, creada por Mario Schajris y Marcela Citterio.
Protagonizada por Danna Paola, Eleazar Gómez, Vanessa Guzmán y René Strickler, con las participaciones antagónicas de Cynthia Klitbo, Violeta Isfel, Raquel Garza y Ricardo Fastlicht; además de la actuación estelar de la primera actriz Julissa.
Atrévete a soñar fue estrenada en México un fin de semana, el 8 de marzo de 2009. Tras un año en emisión en el país, culminó el 7 de marzo de 2010. Tras su emisión en México, se intentó estrenar por Disney Channel en Latinoamérica siguiendo la misma estrategia del fenómeno internacional de Patito Feo, la cual estaba rompiendo récords audiencia en Europa, América Latina y Asia. Tras no cosechar los resultados esperados y fracasar en su debut, Atrévete a soñar fue retirada una semana después debido a los bajos índices de audiencia y a la preferencia del público por Patito Feo, motivo por el que el elenco de Atrévete a soñar no pudo realizar ninguna gira musical fuera de México, mientras que el elenco de Patito Feo se encontraba realizando ese mismo año giras internacionales en diferentes países de Europa. A pesar de no haber cumplido con las expectativas y no generar impacto en el público en el extranjero, en México continuó siendo muy popular hasta la actualidad.
En 2010, fue lanzado Átrevete a soñar: el vídeo juego para Wii en México.

## Trama
Ana y Patito se instalan en un fraccionamiento privado donde vive Rodrigo, que sueña con ser el padre de Patito. Entre Ana y él parecería que el tiempo no transcurrió. Se ven y sienten que el amor es el mismo, la emoción está intacta y el corazón estalla de la misma manera. Pero Rodrigo está por casarse con Bianca, una mujer materialista, que por nada del mundo está dispuesta a perder el bienestar de un matrimonio como el que este médico exitoso puede ofrecerle y pelea con todas sus armas junto con sus secuaces.
Ana comienza a trabajar en la cafetería del colegio del fraccionamiento privado. Así, Patito estudia allí y se integra a un grupo de amigas nuevas. Pero a consecuencia de ello, inesperadamente también se topa con nuevas enemigas; Su entrada al colegio la enfrenta con una realidad desconocida: la discriminación, prejuicios y los escrúpulos, según por no ser una niña bonita y además de ser tachada por tonta. Para las líderes del colegio encabezadas por la frívola y arrogante Antonella, hija de Bianca, Patito es justamente eso un Patito Feo y hacia ella encaminan todas sus burlas y trampas, de esto conoce a su príncipe Mateo.
El bien contra el mal. La bondad se enfrenta con la maldad gratuita. Patito, sorpresivamente se convierte en la líder de 'Las Populares', chicas normales que no quieren ser huecas como 'Las Divinas' a las que sólo les importa el poder, la fama y las apariencias. La pelea se pone firme cuando el colegio decide participar en el concurso intercolegial entre escuelas de comedia musical. La meta es llegar a representar al colegio hacia al exterior. Pero Divinas y Populares no se ponen de acuerdo; y queda un solo camino: la competencia interna que decida quién cantará puertas afuera. Las divinas muy confiadas, creen tener todo bajo control pero sin que se den cuenta, Patito arruina sus planes. Las Populares apoyan sus sueños en la voz de Patito, que a pesar de su timidez para cantar en público, con la ayuda de Rodrigo lo logra y ayuda a su grupo a ganarle el puesto a Las Divinas en el ansiado concurso. A lo largo del año escolar, Populares y Divinas van librando una batalla interna, teñida por aventuras, trampas y contratiempos que las Populares van librando a fuerza de corazón.
Pero Patito, tiene aparte su propio objetivo personal: encontrar a su padre biológico. Sin darse cuenta, no sabe que está mucho más cerca de lo que cree. Por otro lado, cuando Ana consigue liberarse de las bizarras amenazas de Bianca y se anima a confesarle la verdad a Rodrigo en un momento de alta felicidad, este opta por no perdonar el silencio de Ana. Acepta la paternidad con alegría pero le cierra las puertas al amor de Ana, debido al resentimiento que le provoca el no haber podido disfrutar del amor y compañía de su hija durante todos esos años perdidos. Pero Ana suspira por él y él sigue soñando con ella. Cualquier tipo de relación que ambos quieran empezar con la esperanza de rehacer su vida.
Para Patito el amor tampoco es tarea sencilla. El destino ha hecho que se enamore de Mateo, a quien su archienemiga Antonella ha elegido para novio. Una serie de idas y venidas, de cartas de amor no correspondidas, de páginas de diario escritas con lágrimas sufridas hacen que, finalmente, Patito logre que Mateo la mire y la vea no por su apariencia si no por sus sentimientos. La furia de Antonella crece y crece. Con la misma fuerza que se odian, se quieren, Patito y Antonella se hacen amigas y se vuelven a odiar. Y detrás de ellas las siguen sus amigas, fieles. Hasta que los destinos de Ana y Patito terminen de acomodarse siendo todos felices.

## Elenco
- Vanessa Guzmán - Ana Castro de Peralta
- René Strickler - Rodrigo Peralta Jiménez
- Cynthia Klitbo - Bianca Peña Brizzi Vda. de Rincón
- Danna Paola - Patricia "Patito" Peralta Castro
- Eleazar Gómez - Mateo Novoa
- Violeta Isfel - Antonella "Anto" Rincón Peña
- Julissa -  Cristina "Cristi" Jiménez Vda. de Peralta
- Nashla Aguilar - Paola Arizmendi
- Ilean Almaguer - Catalina "Cata" Novoa
- Natalia Juárez - Fabiola Escobedo Iturbide
- Samadhi Zendejas - Amaya Villalpando
- Alejandro Speitzer - Raymundo "Ray" Rincón Peña
- Miguel Martínez - Francisco "Frank"
- Jesús Zavala - Rogelio "Roger" Hinojosa
- Adriana Ahumada - Marisol Vélez
- Verónica Ibarra - Constanza
- Roxana Puente - Lucía "Lucy" Montalvo
- Kendra Santacruz - Kimberly Williams
- Daniela Ibáñez -  Nuriana Nuria
- Michelle Prats - Sofía
- Roberto Carlo - Lorenzo" "Renzo"
- Ricardo Ceceña - Ricardo Richie
- Lucas Velázquez - Axel
- Andrés Mercado - Íker
- Pedro Armendáriz Jr. - Max Williams
- Raquel Garza - Nina
- Claudia Vega - Clarisa
- Gabriela Platas - Marina [22]
- Ricardo Fastlicht - Paulo
- Juan Diego Covarrubias - Jonathan "Johny" Fonseca
- Yurem Rojas - Oliver [23]
- Alberto Dogre - Giovanni[24]
- Gloria Izaguirre - Petra[25]
- Luis Xavier - Guillermo Novoa
- Alejandro Ibarra - Amado "Amadeus" Cuevas/ Marcelo Moncada Jiménez
- Benny Ibarra - Amado Cuevas
- Marco Flavio Cruz - Delfino [26]
- Siouzana Melikián - Vanessa
- Pierre Angelo - Rico Peña Brizzi
- Francisco Gattorno - Carlos Rincón Bravo
- Dobrina Cristeva - Aura Novoa
- Patricio Borghetti - René Díaz/Federico Díaz
- Juan Verduzco - Adolfo Lafontaine
- Ánhuar Escalante - Antonio
- Daniela Cordero - Karla
- Adanely Núñez - Corina Alvarez
- Lourdes Munguía - Lucía
- Alicia Machado - Electra
- Amairani - Janet Gutierrez Mamá de Fabi
- Marco Antonio Valdez - Gael
- Rafael Inclán - Tamir
- Michel Dussauge - Samuel
- Alejandro Felipe - Benjamín
- Ariane Pellicer - Irene
- Karla Gómez - Gretel Jiménez
- Archie Lanfranco - Padre Raúl
- Mónica Dossetti - Dra. Ibarrola
- Ernesto Iglesias - Arturo
- Mariana Garza - Patricia
- Juan Ignacio Aranda - Sandro Gutierrez papá de Fabi
- Josefina Echánove - Mercedes Ferrer Contreras
- Mauricio Martínez - Gustavo
- Kika Edgar - Ingrid
- Manuel "El Loco" Valdés - Espíritu de la navidad [27]
- Sergio Zaldívar - Román
- Jenny Prats - Tamara
- Elizabeth Guindi - Susana Jiménez[28]
- Nora Salinas - Ella misma[29]
- Martha Zavaleta - Ella misma[30]
- Lorena Herrera - Profesora
- Daly Rodríguez - Profesora
- Alicia Guzmán Sol - Profesora
- Wanda Seux - Astróloga[31]

### Participaciones especiales
- David Bisbal[32]
- Fanny Lu[33]
- Moderatto[34]
- Jonas Brothers[35]
- Paulina Rubio[36]
- Luis Fonsi[37]
- Enrique Iglesias[38]
- The Veronicas[39]
- Fey[40]

## Giras
- 2009–2010: Atrévete a soñar, el show

## Mercadeo
Durante la emisión de la telenovela, se ha desarrollado y lanzado, con éxito, una extensa gama de productos con la imagen de Atrévete a Soñar, que sumó más de 50 productos en diferentes categorías, dirigidos a niños y adolescentes.

## Videojuego
El videojuego, Atrévete a Soñar para Wii, salió a la venta el 2 de junio de 2011, bajo el sello del Publisher Slang, en colaboración con Televisa Home Entertainment. Fue el primer videojuego de Nintendo hecho en México por Sabarasa, la empresa argentina con sede en México.

## DVD
El Grupo Televisa lanza a la venta en formato DVD sus novelas.[cita requerida]

## Premios y nominaciones
| Año                                       | Categoría                                | Nominado                  | Resultado |
| ----------------------------------------- | ---------------------------------------- | ------------------------- | --------- |
| Premios Oye!                              |                                          |                           |           |
| 2009                                      | Tema de novela, película y/o serie de TV | "Mundo de caramelo"       | Ganadora  |
| Lunas del Auditorio                       |                                          |                           |           |
| 2009                                      | Espectáculo familiar                     | Atrévete a soñar, el show | Nominado  |
| Kids Choice Awards México                 |                                          |                           |           |
| 2010                                      |                                          |                           |           |
| Personaje femenino favorito de una serie  | Danna Paola                              | Nominada                  |           |
| Personaje femenino favorito de una serie  | Violeta Isfel                            | Nominada                  |           |
| Personaje masculino favorito de una serie | Eleazar Gómez                            | Nominado                  |           |
| Villano favorito                          | Violeta Isfel                            | Ganadora                  |           |
| Look favorito                             | Violeta Isfel                            | Nominada                  |           |
| Premio promesa                            | Danna Paola                              | Ganadora                  |           |
| Premios TVyNovelas                        |                                          |                           |           |
| 2010                                      | Mejor actriz antagónica                  | Cynthia Klitbo            | Nominada  |
| 2010                                      | Mejor actriz juvenil                     | Danna Paola               | Ganadora  |
| 2010                                      | Mejor actor juvenil                      | Eleazar Gómez             | Nominado  |
| 2010                                      | Mejor actriz coestelar                   | Violeta Isfel             | Ganadora  |
| 2010                                      | Mejor revelación femenina                | Samadhi Zendejas          | Ganadora  |
| 2010                                      | Mejor tema musical                       | "Mundo de caramelo"       | Ganadora  |
| Premios Juventud                          |                                          |                           |           |
| 2011                                      | Chica que me quita el sueño              | Danna Paola               | Nominada  |
| Califa de oro                             |                                          |                           |           |
| 2010                                      | Mejor actuación del año                  | Eleazar Gómez             | Ganador   |